# Alexeï Dioumine
Alexeï Guennadievitch Dioumine (en russe : Алексей Геннадьевич Дюмин), né le 28 août 1972 à Koursk, est un lieutenant-général, héros de la fédération de Russie, et un homme politique russe. En février 2016, il devient gouverneur de l'oblast de Toula par intérim, avant d'être élu en septembre 2016 avec 84,17 % des suffrages exprimés.

## Biographie
Alexeï Dioumine est né le 28 août 1972 à Koursk. Son père, Gennady Dioumine, est un proche de l'ancien ministre de la défense russe Pavel Gratchiov.
En 1994, il est diplômé de l'École supérieure de génie militaire de Voronej puis est affecté dans une petite unité militaire du district militaire de Moscou. L'année suivante, il sert au sein du Service fédéral de sécurité (FSB) puis intègre le Service de sécurité présidentiel (SBP). En 2007, il devient responsable de la sécurité du chef du gouvernement Viktor Zoubkov puis, en 2012, est nommé chef-adjoint du service de sécurité présidentiel.
Dioumine devient le chef-adjoint du GRU en 2014 et joue un rôle clé dans l'opération russe en Crimée. Selon le quotidien Kommersant, c'est lui qui aurait effectué l'évacuation d'urgence du président ukrainien Viktor Ianoukovytch, dans la nuit du 23 au 24 février 2014, même si l'intéressé a démenti cette information,. 
Depuis 2015, il est chef d'état-major dans les forces terrestres russes et, depuis le 11 décembre 2015, promu au grade de lieutenant-général. Quelques jours plus tard, par décret présidentiel, Vladimir Poutine le nomme vice-ministre de la Défense de la Fédération de Russie.
En février 2016, Vladimir Poutine le nomme gouverneur de l'oblast de Toula par intérim, en remplacement de Vladimir Grouzdev, avant d'être élu en septembre 2016 avec 84,17 % des suffrages exprimés. C'est lui qui demande la réouverture de l'école militaire Souvorov de Toula.
Depuis 2016, Alexeï Dioumine est fréquemment cité comme possible successeur de Vladimir Poutine à la tête de l'État,, idée qui revient en force en 2024. 

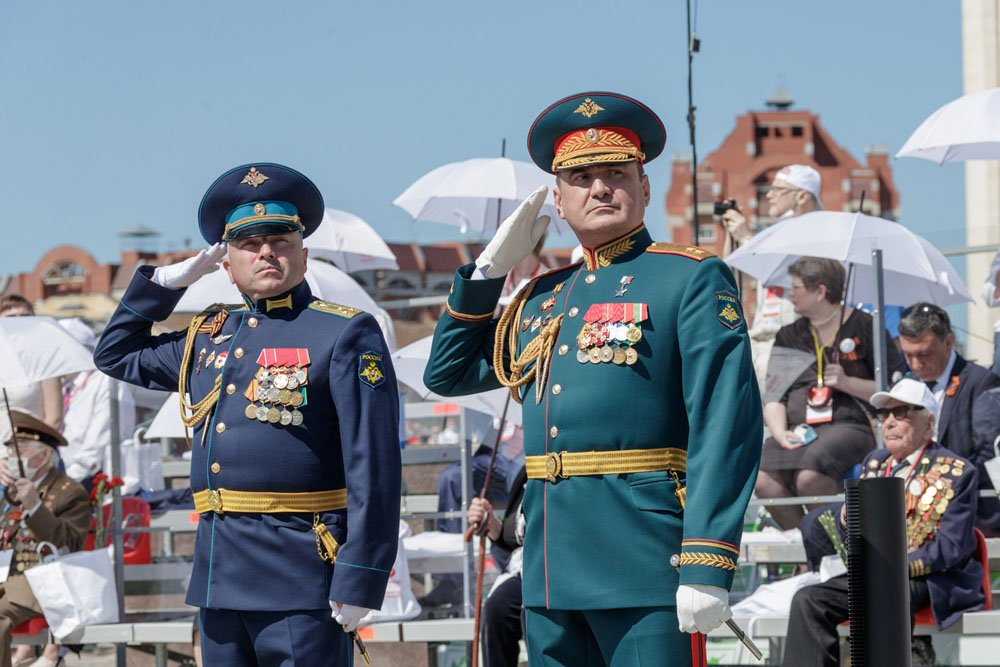
Le général Dioumine en 2022.

En août 2024, il est chargé, de repousser l'attaque ukrainienne dans la région de Koursk,,.